# Distretto di Phana
Il distretto di Phana (in thailandese: พนา) è un distretto (amphoe) della Thailandia, situato nella provincia di Amnat Charoen.